# 金黃大齒錫伯鯰
金黃大齒錫伯鯰，為輻鰭魚綱鯰形目北非鯰科的其中一種，分布於非洲尼日河、尼羅河、查德湖、十字河等流域，體長可達17.5公分，棲息在底層水域，屬肉食性，生活習性不明。